# Fleksura
Fleksura (przegięcie) to ciągła dyslokacja tektoniczna pośrednia pomiędzy fałdem a uskokiem. Powstaje wskutek przemieszczenia warstw skalnych bez przerwania ich ciągłości. Bardzo często występuje jako przedłużenie uskoku.
Przegięcie prowadzi do ścieniania i rozciągania warstw skalnych, co może prowadzić do powstania budinażu.